# Raymond Berengarius II van Barcelona
Raymond Berengarius II van Barcelona bijgenaamd de Vlasharige (1053/1054 – Sant Feliu de Buixalleu, 5 december 1082) was van 1076 tot 1082 samen met zijn tweelingbroer Berengarius Raymond II graaf van Barcelona. Hij behoorde tot het huis Barcelona.

## Levensloop
Raymond Berengarius II was een van de twee zonen van graaf Raymond Berengarius I van Barcelona en Almodis van La Marche, een dochter van graaf Bernard I van La Marche. In de kroniek van San Juan de la Peña wordt hij beschreven als erg dapper en stoutmoedig, vriendelijk, grappig, vroom, levendig, gul en als iemand met een aantrekkelijke verschijning. Omdat het haar op zijn hoofd erg dik was en ook door zijn blonde haarkleur, kreeg hij de bijnaam de Vlasharige.
Na het overlijden van zijn vader werden Raymond Berengarius II en zijn tweelingbroer Berengarius Raymond II in 1076 gezamenlijk graaf van Barcelona. De broers slaagden er echter niet in het eens te worden over het te voeren beleid en besloten het graafschap Barcelona te verdelen. Dit deden ze echter tegen de laatste wil van hun vader in, die in zijn testament had bepaald dat Barcelona in geen geval verdeeld mocht worden.
In 1082 werd Raymond Berengarius II vermoord terwijl hij in de bossen aan het jagen was. Hierdoor werd zijn tweelingbroer Berengarius Raymond II de enige heerser van het graafschap Barcelona, die echter door de publieke opinie werd gezien als de opdrachtgever van de moord. Later werd Berengarius Raymond II opgevolgd door Raymond Berengarius III, de zoon van Raymond Berengarius II.

## Huwelijk en nakomelingen
In 1078 huwde hij met Mathilde (1059-1111/1112), dochter van hertog Robert Guiscard van Apulië. Ze kregen een zoon:
- Raymond Berengarius III (1082-1131), graaf van Barcelona

- Biblioteca Nacional de España: XX5033163
- Catàleg d'autoritats de noms i títols de Catalunya: 981058614820806706
- Library of Congress Control Number: n85385453
- Virtual International Authority File: 40842189
- WorldCat: E39PBJkmYQrCX69Hwq8p7874MP